# Batocera humeridens
Batocera humeridens es una especie de escarabajo longicornio del género Batocera,  subfamilia Lamiinae. Fue descrita científicamente por Thomson en 1859.
Se distribuye por Indonesia y Timor Oriental. Mide 36-63 milímetros de longitud.